# Ємтланд (ландскап)
Ємтланд (швед. Landskap Jämtland) — історична провінція (ландскап) у південно-західній частині північної Швеції, в регіоні Норрланд. Існує лише як історико-культурне визначення. Територіально входить до складу ленів Ємтланд, Вестерноррланд і Вестерботтен.

## Географія
Ємтланд межує на півночі з Лапландією, на заході з Норвегією, на півдні з Гер'єдаленом, а зі сходу — з Медельпадом і Онгерманландом.

## Історія
Спершу провінція належала Норвегії, згодом у її складі відійшла до Данії, котра в 1645 році втратила її на користь Швеції за мирним договором у Бремсебру (1645).

## Адміністративний поділ
Ландскап Ємтланд є традиційною провінцією Швеції і не відіграє адміністративної ролі.

### Населені пункти
Більші міста й містечка:
- Естерсунд
- Стремсунд

## Символи ландскапу
- Рослина: чорнянка
- Тварина: лось
- Птах: сова
- Риба: пструг

## Галерея

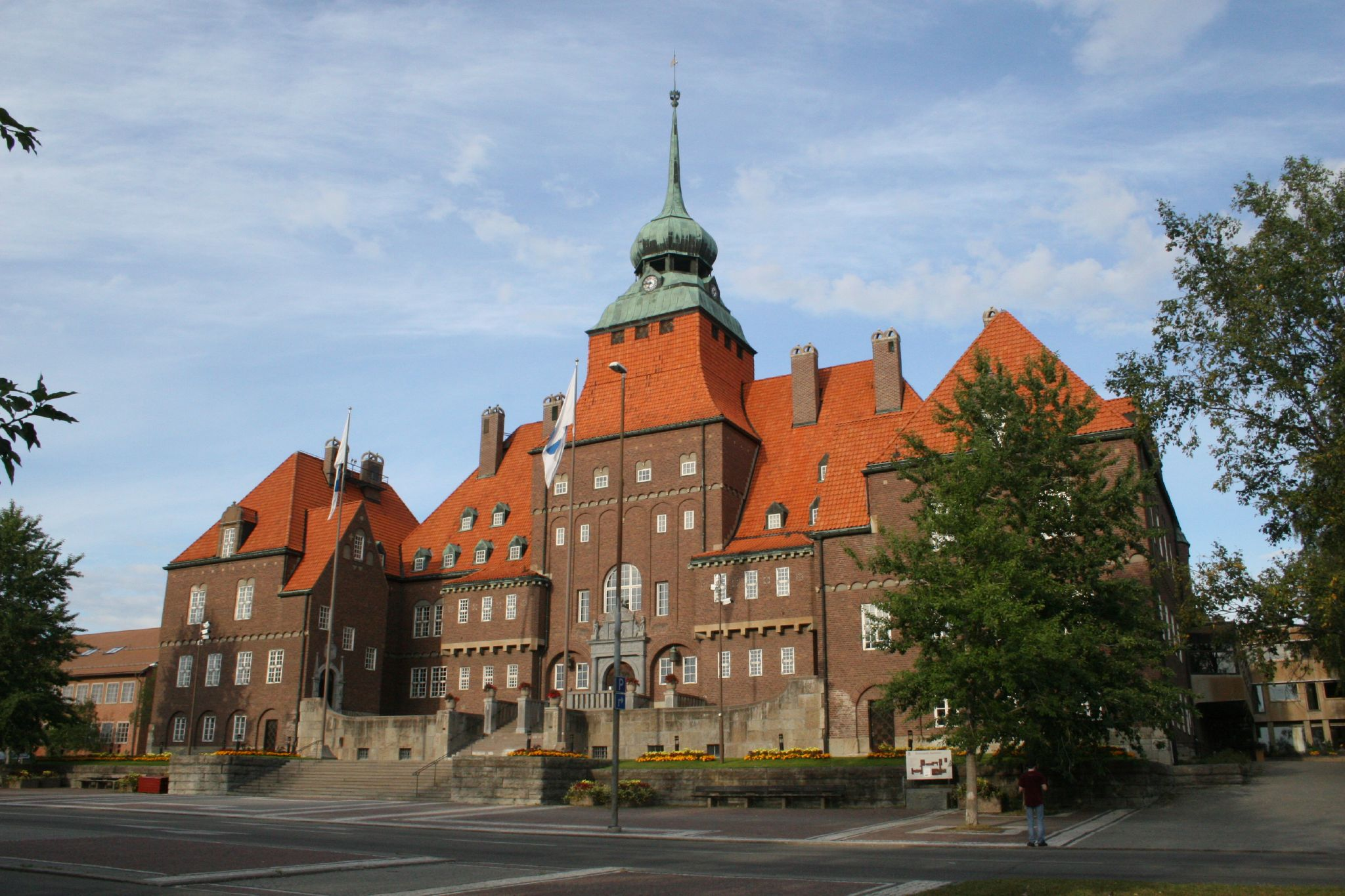
Ратуша в Естерсунді
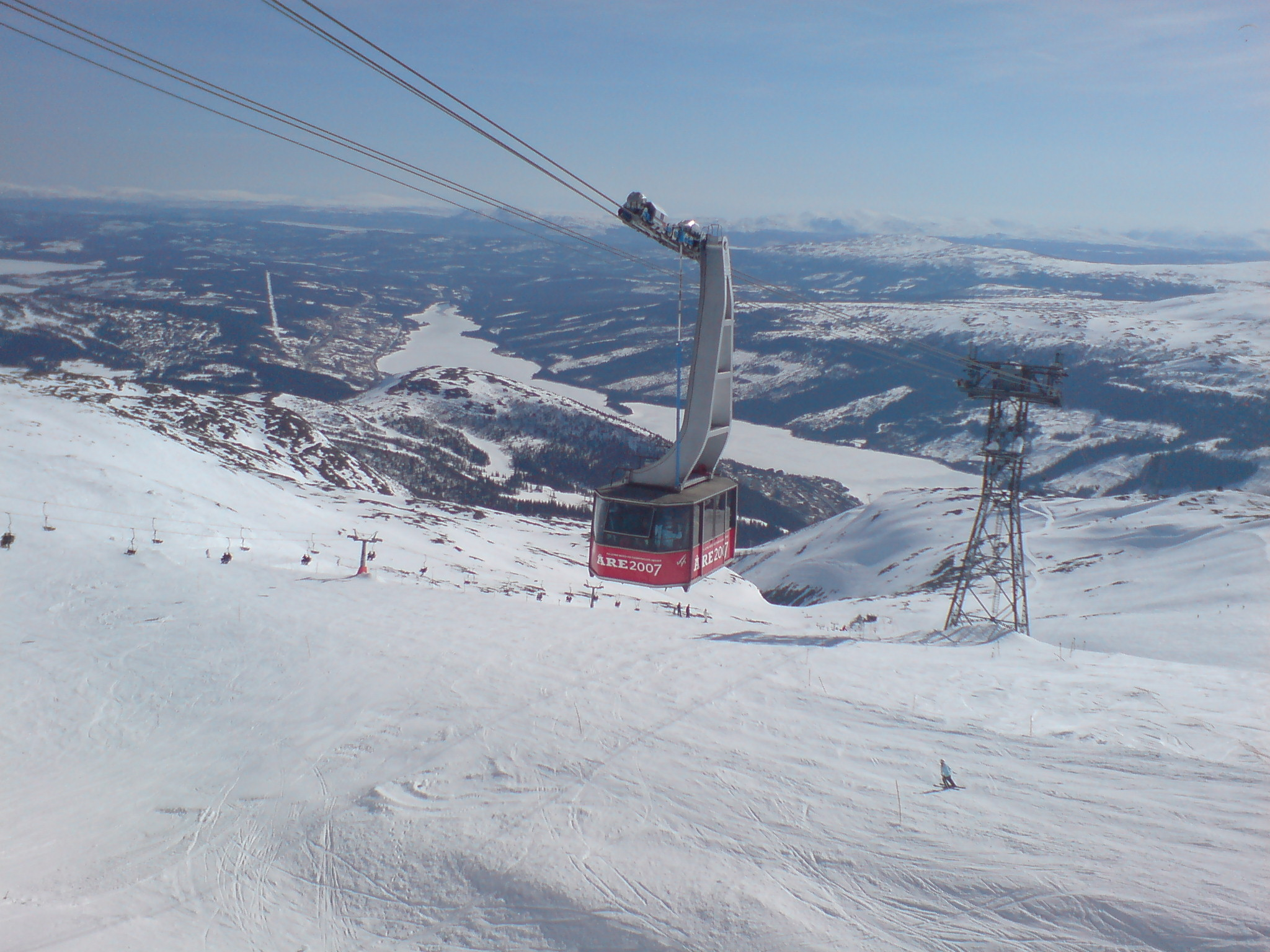
Гірськолижні витяги в Оре
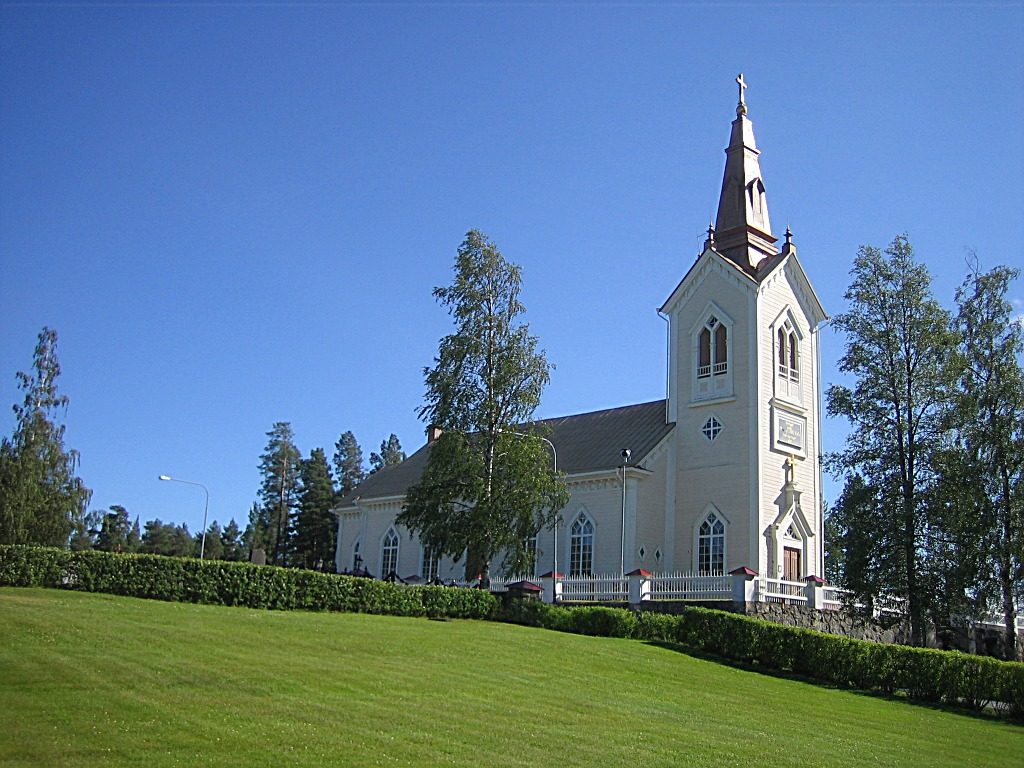
Церква в Бреке
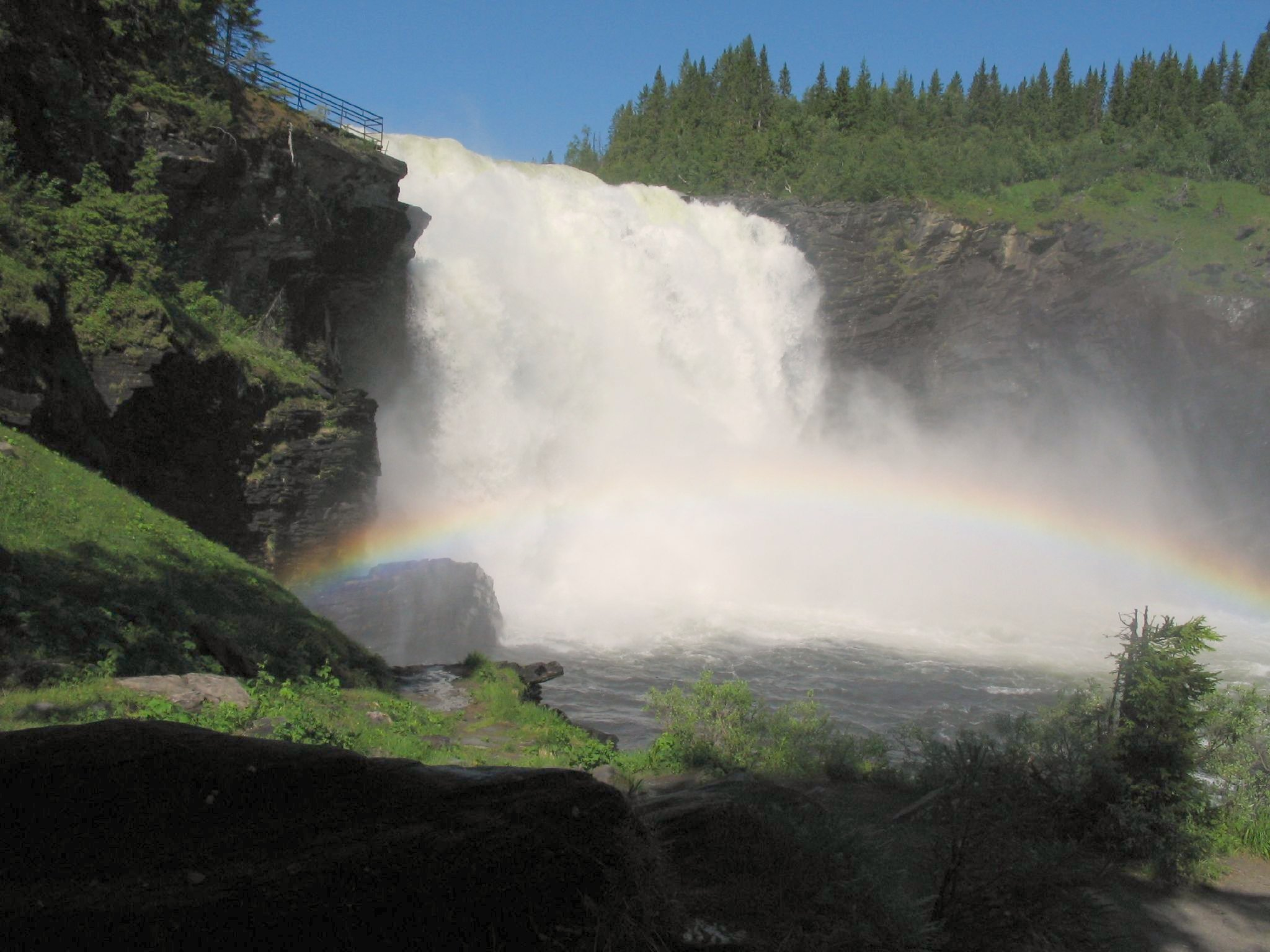
Водоспад Теннфорсен
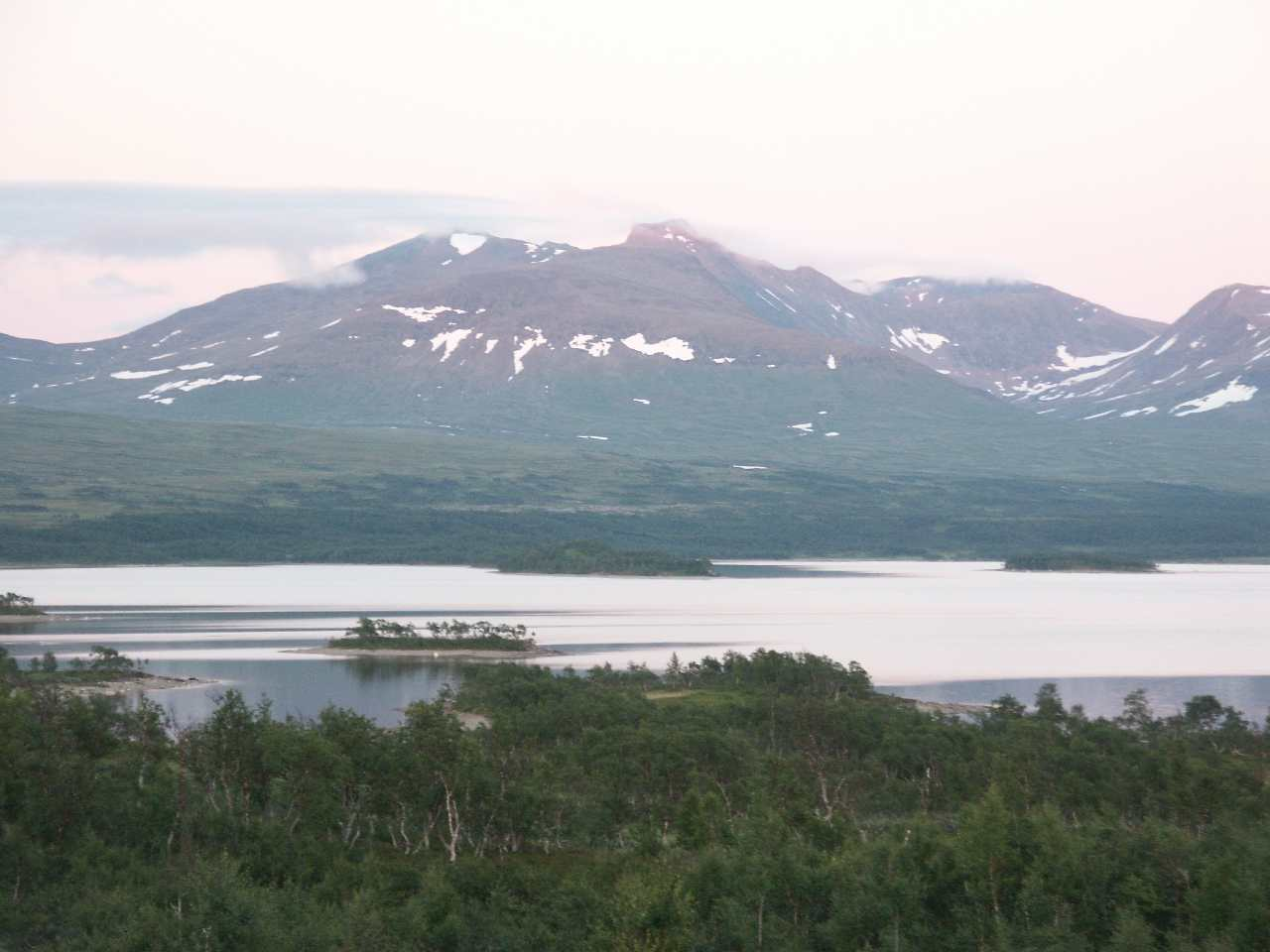
Озеро Онншен